# 中国孤儿

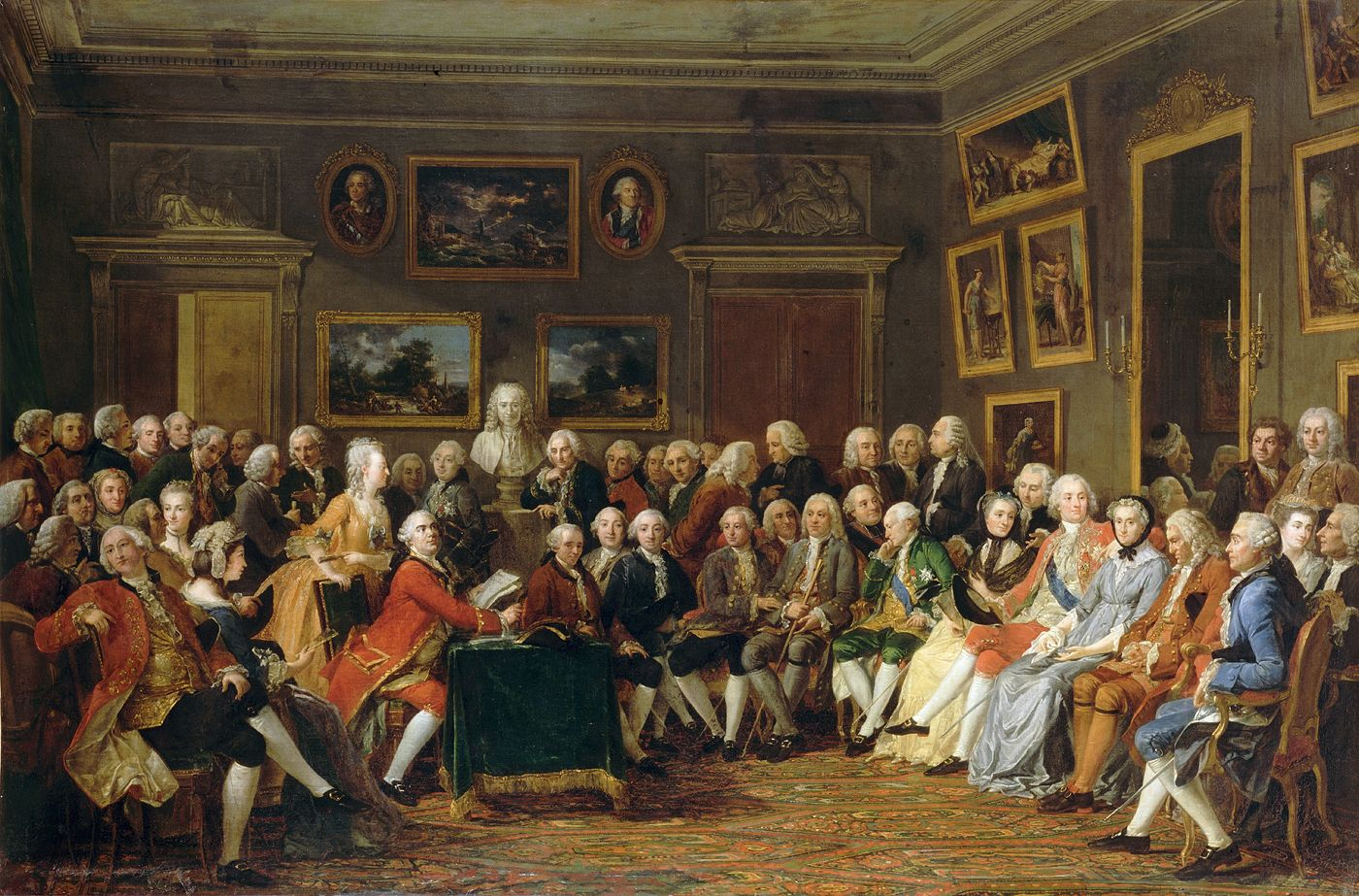
《在若弗兰夫人沙龙里诵读伏尔泰的悲剧《中国孤儿》》（安尼塞特·雷蒙尼尔，油画，1812年）描绘了1755年《中国孤儿》首次在若弗兰夫人的沙龙里诵读的场景

《中国孤儿》（法語：L'Orphelin de la Chine）是一部法国悲剧，1753年由伏尔泰基于纪君祥《赵氏孤儿》创作而成。
伏尔泰修改了纪剧的结构，使之与经典法国戏剧相契合。《中国孤儿》遵守三一律，保持时间一致、地点一致和动作一致。最初的版本为三幕式悲剧，1755年在法兰西喜剧院首演时扩展到五幕。

## 背景
伏尔泰的创作灵感来自天主教耶稣会传教士马若瑟翻译的《赵氏孤儿》。1731年，马若瑟为傅尔蒙翻译了《赵氏孤儿》的科白。1735年，杜赫德将译本以《中国悲剧：赵氏孤儿》（Le petit orphelin de la maison Tchao, tragédie chinoise）之名收录至自己的《中华帝国全志》中。当时，欧洲流行中国热，关于中国的作品供不应求，《中华帝国全志》获得成功，令伏尔泰等法国剧作家注意到《赵氏孤儿》。
伏尔泰有意将蒙古人作为满族人的同义词，《中国孤儿》是对清朝征服明朝的回应。故事场景从晋国改为长城沿线，以符合蒙古征服南宋。
《中国孤儿》也是伏尔泰对卢梭《论科学与艺术》和《论人类不平等之起源》的正面回复。卢梭在两书中痛斥科学与艺术败坏人类道德，以中国为例，视中国为被文明腐蚀的大帝国：如此庞大的帝国，最终败给野蛮的蒙古，可知文明昌盛不足论。又在书中点名批评伏尔泰，将书附信寄给伏尔泰。《中国孤儿》最初印行时，伏尔泰将回信附在卷首，以示用剧本反驳卢梭，捍卫启蒙理想。剧中，卢梭的观点借成吉思汗和窝阔台之口说出，受到张惕和妻伊達美的挑战。在不断反思中，成吉思汗最终承认自己的观点错误。

## 角色
- 成吉思汗 — 鞑靼皇帝
- 窝阔台 — 鞑靼战士
- 窝斯曼 — 鞑靼战士
- 张惕（或译臧惕、盛悌、贊提）— 中国官员
- 伊达美（Idamé）— 张惕之妻
- 阿色丽 — 伊达美侍女
- 艾丹 — 张惕仆人

## 剧情

### 第一幕
北京沦陷，鞑靼兵攻入皇宫，伊达美十分惊慌。她害怕成吉思汗来报仇，因为成吉思汗流亡北京时，向她求婚，被她拒绝。她又担忧小皇子，小皇子寄养在她家里，恐怕鞑靼兵要来搜查。伊达美的丈夫，中国官员张惕从皇宫回来，说皇帝一家被俘，皇帝托他救出小皇子，他发誓应允了。伊达美准备带着小皇子和自己的独生子，一起逃到高丽。这时忠仆艾丹报告，皇帝一家遇害，张惕府邸也被包围。紧接着，鞑靼将军窝阔台来传成吉思汗的圣旨，要求张惕天黑前交出遗孤小皇子。张惕支走伊达美，教艾丹把遗孤藏在皇陵中，把张惕的独生子交给鞑靼人，冒充遗孤小皇子。高丽此时已起兵勤王，张惕准备等高丽兵到，拥立小皇子继位。

### 第二幕
伊达美发现张惕的计划，从鞑靼人手中夺回了自己的儿子。张惕一定要舍子救孤，伊达美认为自然的亲情与爱情高于人造的君臣纲纪，不同意张惕。窝阔台来，派士兵搜查夺回的婴儿，张惕要交，伊达美不肯。押走张惕夫妇后，成吉思汗出场，向窝阔台自叹早年流亡北京，又感怀被伊达美拒婚的旧恨，认为不能让爱情妨碍自己的征服。这时，鞑靼战士窝斯曼来报告：他搜出了婴儿，准备处死时，“一个女人疯了般”（即伊达美）拼死救护，说是她自己的婴儿，张惕却一口咬定是皇孤。成吉思汗令窝阔台和窝斯曼调查。

### 第三幕
伊达美来见成吉思汗，成吉思汗触动旧情，愣住了。他听得伊达美称赞丈夫张惕，心生恨意，传张惕来严刑逼问婴儿底细。张惕坚持婴儿就是皇孤，成吉思汗要杀婴儿，伊达美被逼不过，只得说出张惕舍子救孤的真相。张惕考虑到皇孤已被藏好，真相也已交代，不再有所顾忌，和成吉思汗顶撞起来。成吉思汗大怒，下令将张惕夫妻拖下去；又念及旧情，不愿处死。成吉思汗只希望张惕夫妻能交代皇孤位置，杀掉皇孤了事。但窝斯曼汇报，张惕夫妻宁死不愿交代。

### 第四幕
成吉思汗无法，又传伊达美来，要她嫁给自己当皇后。伊达美坦白，从前成吉思汗流亡时，自己也曾爱上成吉思汗。但因为父母之命，不得已拒绝了他。现在有夫有子，自己敬爱丈夫、不慕尊荣，更只有拒绝。成吉思汗又向伊达美下最后通牒，若服从自己，就保皇孤和张惕活命，并带来张惕与伊达美私下商量。张惕决计殉国，但劝伊达美改嫁成吉思汗，因为艾丹已被抓来，现在皇孤困于皇陵，只有伊达美能保护之。伊达美不肯，建议利用成吉思汗对自己的信任，进皇陵、找皇孤，抱给高丽兵拥立。因为高丽军队此时已到城外，并挖了地道，通入皇陵。

### 第五幕
伊达美抱皇子到高丽军营里投军，成吉思汗出击，高丽兵败，伊达美和皇子都成了俘虏。成吉思汗传见伊达美，虽然盛怒，依然求她回心转意，并且许张惕以高官，许将伊达美的儿子和皇室孤儿一并收为皇子。伊达美仍然不肯，只求与张惕最后一见。夫妻相见，决心自杀。伊达美抽出短刀，叫张惕先杀她然后在她身边自刎；张惕要先自杀，然后叫伊达美学他。正在此时，成吉思汗赶来了。因受他们关妇道德的感动，宣布让伊达美夫妇团圆，把他们的儿子和皇孤都收为皇子。他还请张惕做宰相，以文德治民，要让“战败之民来治理战胜之民”，并且以身作则，先向张惕低头。